# 口服补液
口服补液是一种补液手段，目的是预防患者脱水，尤其是腹瀉引起的脱水。 患者在口服補液時會喝下含有适量的糖和盐（特别是钠、钾）的水。 醫生也可以通過鼻胃管將液體輸入至患者體內，此時的補液方式也視為口服补液。 据估计，口服补液可将腹泻的死亡风险降低93%。 
口服补液的副作用可能有呕吐、高鈉血症、高鉀血症。如果出现呕吐，患者要暂停口服補液10分钟，然后再開始口服補液。目前世卫组织推荐配方是水、葡萄糖、氯化钠、氯化钾、柠檬酸钠的溶液。其中葡萄糖可以用蔗糖代替，柠檬酸钠可以用碳酸氢钠代替。氯化钾和柠檬酸钠分别有助于预防低钾血症和酸中毒，這些都是腹泻的常见副作用。 
口服补液始於20世纪40年代。 口服补液已被列入世界卫生组织基本药物标准清单。 